# Bastard (album de Subway To Sally)
Pour les articles homonymes, voir Bastard.
 (avril 2017).
Si vous disposez d'ouvrages ou d'articles de référence ou si vous connaissez des sites web de qualité traitant du thème abordé ici, merci de compléter l'article en donnant les références utiles à sa vérifiabilité et en les liant à la section « Notes et références ».
Albums de Subway to Sally
Nackt
(2006) Kreuzfeuer
(2009)
Singles
1. Umbra
Sortie : 28 septembre 2007
2. Auf Kiel
Sortie : 1er février 2008

Bastard est le neuvième album studio du groupe de folk metal allemand Subway to Sally, sorti le 19 octobre 2007.

## Liste des titres
| 1.    | Meine Seele Brennt  | 4:18 |
| 2.    | Puppenspieler       | 3:51 |
| 3.    | Auf Kiel            | 4:04 |
| 4.    | Umbra               | 3:58 |
| 5.    | Voodoo              | 3:57 |
| 6.    | Wehe Stunde         | 3:52 |
| 7.    | Die Trommel         | 3:51 |
| 8.    | Unentdecktes Land   | 3:08 |
| 9.    | Hohelied            | 3:20 |
| 10.   | Canticum Satanae    | 0:46 |
| 11.   | Tanz Auf Dem Vulkan | 3:13 |
| 12.   | Fatum               | 3:20 |
| 13.   | In Der Stille       | 4:37 |
| 46:18 |                     |      |

| Titre bonus - Édition digitale (2 octobre 2008), | Titre bonus - Édition digitale (2 octobre 2008), | Titre bonus - Édition digitale (2 octobre 2008), | Titre bonus - Édition digitale (2 octobre 2008), | Titre bonus - Édition digitale (2 octobre 2008), | Titre bonus - Édition digitale (2 octobre 2008), | Titre bonus - Édition digitale (2 octobre 2008), | Titre bonus - Édition digitale (2 octobre 2008), | Titre bonus - Édition digitale (2 octobre 2008), | Titre bonus - Édition digitale (2 octobre 2008), |
| No                                               | Titre                                            | Durée                                            |                                                  |                                                  |                                                  |                                                  |                                                  |                                                  |                                                  |
| ------------------------------------------------ | ------------------------------------------------ | ------------------------------------------------ | ------------------------------------------------ | ------------------------------------------------ | ------------------------------------------------ | ------------------------------------------------ | ------------------------------------------------ | ------------------------------------------------ | ------------------------------------------------ |
| 14.                                              | Stimmen                                          | 4:55                                             |                                                  |                                                  |                                                  |                                                  |                                                  |                                                  |                                                  |
| 51:13                                            |                                                  |                                                  |                                                  |                                                  |                                                  |                                                  |                                                  |                                                  |                                                  |

|  | Eisblumen    |
|  | Seemannslied |

| Réédition bonus Enhanced : édition standard (13 titres) + CD single Auf Kiel (février 2010) | Réédition bonus Enhanced : édition standard (13 titres) + CD single Auf Kiel (février 2010) | Réédition bonus Enhanced : édition standard (13 titres) + CD single Auf Kiel (février 2010) | Réédition bonus Enhanced : édition standard (13 titres) + CD single Auf Kiel (février 2010) | Réédition bonus Enhanced : édition standard (13 titres) + CD single Auf Kiel (février 2010) | Réédition bonus Enhanced : édition standard (13 titres) + CD single Auf Kiel (février 2010) | Réédition bonus Enhanced : édition standard (13 titres) + CD single Auf Kiel (février 2010) | Réédition bonus Enhanced : édition standard (13 titres) + CD single Auf Kiel (février 2010) | Réédition bonus Enhanced : édition standard (13 titres) + CD single Auf Kiel (février 2010) | Réédition bonus Enhanced : édition standard (13 titres) + CD single Auf Kiel (février 2010) |
| No                                                                                          | Titre                                                                                       | Durée                                                                                       |                                                                                             |                                                                                             |                                                                                             |                                                                                             |                                                                                             |                                                                                             |                                                                                             |
| ------------------------------------------------------------------------------------------- | ------------------------------------------------------------------------------------------- | ------------------------------------------------------------------------------------------- | ------------------------------------------------------------------------------------------- | ------------------------------------------------------------------------------------------- | ------------------------------------------------------------------------------------------- | ------------------------------------------------------------------------------------------- | ------------------------------------------------------------------------------------------- | ------------------------------------------------------------------------------------------- | ------------------------------------------------------------------------------------------- |
| 2-1.                                                                                        | Auf Kiel                                                                                    | 4:04                                                                                        |                                                                                             |                                                                                             |                                                                                             |                                                                                             |                                                                                             |                                                                                             |                                                                                             |
| 2-2.                                                                                        | Stimmen                                                                                     | 4:53                                                                                        |                                                                                             |                                                                                             |                                                                                             |                                                                                             |                                                                                             |                                                                                             |                                                                                             |
| 2-3.                                                                                        | Umbra                                                                                       | 3:58                                                                                        |                                                                                             |                                                                                             |                                                                                             |                                                                                             |                                                                                             |                                                                                             |                                                                                             |
| 12:55                                                                                       |                                                                                             |                                                                                             |                                                                                             |                                                                                             |                                                                                             |                                                                                             |                                                                                             |                                                                                             |                                                                                             |

## Crédits

### Membres du groupe
- Bodenski : chant, guitare acoustique, vielle à roue
- Michael Simon : chant, guitare acoustique, cordes, trompette marine
- Eric Fish : chant, cornemuse, flûte
- Simon Michael : batterie, percussions
- Fabio Trentini, Sugar Ray Runge : basse
- Ingo Hampf : guitare, luth
- Milan Polak : guitare, sitar électrique
- Frau Schmitt : violon
- B. Deutung : violoncelle

### Équipes technique et Production
- Production, mixage : Georg Kaleve
- Programmation : Ingo Hampf, Leo Schmidthals
- Mastering : UE Nastasi
- Enregistrements (musique et instruments) : Arne Neurand, Benjamin Schäfer
- Enregistrement (vocaux) : Aino Laos
- Artwork : Ronald Reinsberg